# Virginia Company

Wapen

De Virginia Company was een zeventiende-eeuws handelsbedrijf gecharterd door koning Jacobus I.
Het bedrijf werd opgericht op 10 april 1606 met als doel de kolonisatie van de oostkust van Amerika.
De Virginia Company is net zoals de staat Virginia vernoemd naar Elizabeth I, die ook wel "the Virgin Queen" werd genoemd.